# Amen
Amen [ˈaːmɛn] oder ['aːmeːn] (hebräisch אָמֵן āmén, syrisch ܐܡܝܢ amīn, altgriechisch ἀμήν amēn bzw. mittel- und neugriechisch amín, arabisch آمين, DMG āmīn) ist eine Akklamationsformel. Amen drückt die eigene Zustimmung zu Gebet und Segen anderer oder die Bestätigung des Vorgebeteten in der Liturgie aus.
Das hebräische Wort Amen stammt aus dem Tanach. Später wurde dieses im christlichen Alten und Neuen Testament übernommen und noch später in den Islam getragen. Die Formel ist daher auch im Gebet und Gottesdienst von Christen und Muslimen üblich und einer der Begriffe, die in identischer Form im Christentum, Judentum und Islam verwendet werden.

## Etymologie
Amen kann übersetzt werden mit „sich fest machen in, sich verankern in, sich ausrichten auf Gott“, denn es stammt von der hebräischen Verb-Wurzel אמן mit der Grundbedeutung „fest/zuverlässig sein“ ab, von der die hebräischen Wörter für Emuna (Glaube, Zuversicht), Treue, Verlässlichkeit, Übung, Künstler, Handwerker u. a. abgeleitet werden. Im Arabischen hat der Wortstamm أمن ʾAmana die gleiche Bedeutung wie die hebräische Wortwurzel.
Amen bedeutet somit viel mehr als die übliche Übersetzung „so sei es“, weil zum einen das Hebräische weder eine Konjunktiv- noch eine Indikativform des Verbs „sein“ im Präsens kennt. Zum anderen braucht Gott nach dem jüdischen Gottesbild keine Billigung oder Zustimmung zu vorgetragenen Hymnen, Danksagungen und Fürbitten. Wichtig ist hingegen, dass das Gemeindeglied im jüdischen Gottesdienst durch sein beherztes „Amen“ sich dem Gehörten durch seine persönliche Anteilnahme entschieden anschließt und in der Gemeinschaft bekennt, dass das Gehörte für ihn persönliche Gültigkeit besitzt.
Eine bekannte Bibelstelle in Jesaja 7,9  übersetzte Luther mit: „Glaubt ihr nicht, so bleibt ihr nicht.“ Dieser Satz ist ein Wortspiel des Propheten Jesaja, das zur Grundlage die Wurzel „amen“ hat. Wörtlich übersetzt lautet der Satz: „Macht ihr euch nicht fest in Gott, so werdet ihr nicht fest-stehen / werdet ihr nicht gefestigt sein.“
Je nach Sprache kann die Aussprache variieren. Die häufigste Variante neben „Amen“ ist „Amin“, etwa im Neugriechischen, Russischen und Arabischen. Seltener werden Übersetzungen des Wortes verwendet, z. B. in der Septuaginta, der ältesten durchgehenden Übersetzung der hebräisch-aramäischen Bibel in die altgriechische Sprache. Dort findet sich das Wort γένοιτο genoito („es geschehe“) anstelle von Amen. Omain ist die Aussprache im aschkenasischen Judentum.
Einige Theosophen und Esoteriker vermuten, dass „Amen“ eine Ableitung des Namens des ägyptischen Gottes Amun ist, der manchmal auch „Amen“ buchstabiert wird. Einige Anhänger östlicher Religionen glauben, dass „Amen“ gemeinsame Wurzeln mit dem hinduistischen Sanskrit-Wort Aum hat, bzw. dass eine tiefere Verbindung durch eine ähnliche mystische Klangwirkung beim singenden Intonieren bestehe. Es gibt keine wissenschaftliche Unterstützung für diese Ansichten.

## Judentum
Der Ausruf „Amen“ (אָמֵן āmén) als Bekräftigung und persönliche Aneignung von vorher Gesagtem kommt in der jüdischen Bibel 30-mal vor. Den Kontext bilden Fluch- oder Segensworte, Bekenntnisse, Gebete oder Lobpreisungen. „Amen“ ist stets Antwort auf das erfahrene Reden und Handeln Gottes und damit Anerkennung seiner wirkenden Macht. „Amen“ ist Teil der jüdischen Liturgie, mit dem die Betenden dem Chasan antworten. Zudem beendet es Segenssprüche, die vor dem Genuss von Speisen gesprochen werden, sowie die Birkat Hamason (hebräisch ברכת המזון), das jüdische Tischgebet nach dem Essen einer Mahlzeit, in der Brot enthalten ist, und schließlich das Kaddischgebet.

## Qumran und Apokryphen
Die Qumranschriften sowie die Apokryphen stehen der jüdischen Tradition sehr nahe und bieten „Amen“ im Kontext von Segens- und Fluchworten (4Q286 Frg. 7), am Ende von Eulogien, Hymnen, Gebeten (4Q504 3 II 3; 4,15; 4Q507 3,2; 4Q509 4,5; 4Q511 63 IV 3) oder am Schluss eines Buches (VitAd 43,4; TestAbr 20,15[14,7]; 2Bar 17,4; ApkSedr 16,10; ApkEsr 7,16; TestHiob 53,8). „Amen“ wird besonders in den Qumranschriften zu einem festen liturgischen Element bei verschiedenen Anlässen.

## Hellenismus und Frühchristentum
Die im Christentum überlieferte Septuaginta gebraucht zur Übersetzung des hebräischen אָמֵן āmén in der Regel den Optativ γένοιτο genoito „so sei/geschehe es“, seltener ἀληθινός alēthinos „wahr, wahrhaftig“ oder ἀληθῶς alēthōs „wahrhaftig, wirklich“. Mit großer Zurückhaltung gibt sie an wenigen Stellen (1 Chr 16,36 , Neh 5,13 , 8,6 ) das hebräische אָמֵן āmén mit der Transkription ἀμήν amēn wieder. Neu hinzu kommt seit der Septuaginta das „Amen“ am Ende einer Schrift. Vergleiche hierzu die deuterokanonischen bzw. apokryphen alttestamentlichen Bücher 3 Makk 7,23 , 4 Makk 18,24  und Tob 14,15  (nach den Textzeugen S und B).

## Christentum

### Neues Testament
Im Neuen Testament kommt das Wort 152-mal vor, jedoch meist nicht zur Bekräftigung am Ende, sondern vor einer Aussage (z. B. Joh 8,58 ); Luther (und z. B. Herder) übersetzt mit „wahrlich“, die Vulgata und die katholische Einheitsübersetzung des NT haben immer „amen“.

### Christlicher Gottesdienst
In christlichen Gemeinden und ihren Gliedern wird die Formel Amen meist zum Ende des entsprechenden Liturgieteils, vor allem des eucharistischen Hochgebets, gemeinsam gesprochen. In der katholischen Liturgie spricht jeder Einzelne das Amen auch vor dem Empfang der Kommunion als sein persönliches Bekenntnis zur Realpräsenz Christi im geheiligten Brot und Wein („Der Leib Christi“ – „Amen“ oder „Das Blut Christi“ – „Amen“).

## Islam
Im Islam spricht ein gemeinschaftliches Bittgebet jeweils nur ein Mitglied der Umma. Die anderen schließen sich am Ende mit einem „Amin“-Ruf an. Für Muslime ist das „Amin“ ein Zeichen der Dankbarkeit und die Bitte an Gott, das Gebet anzunehmen.